# 马多山脉
马多山脉（Cal Madow，或Al Madow、Al Medu、Calmadow、Al Mado），是索马里东北部（實質由索馬利蘭統治）的一座山脉，位于博萨索西几千米。该山脉的山峰海拔多在2500 m以上。20世界80年代，该山脉一度是旅游胜地，但索马里政府没有足够的资金支持旅游业的进一步发展。山区是萨纳格州地区的人口聚集区，面临砍伐森林的风险。